# Fum al Samakah
Fum al Samakah (β Piscium / β Psc / 4 Piscium) es una estrella en la constelación de Piscis de magnitud aparente +4,49. Su nombre, procedente del árabe, significa «boca del pez». Se encuentra a 492 años luz del sistema solar.
Fum al Samakah es una estrella blanco-azulada de la secuencia principal de tipo espectral B6Ve. Es una estrella Be que muestra líneas de emisión en su espectro que provienen de un disco circunestelar en rotación. Las estrellas Be rotan muy rápidamente; la velocidad de rotación proyectada de Fum al Samakah es de 104 km/s, siendo esta un límite inferior, ya que su eje puede no ser paralelo al plano del cielo. A diferencia de α Arae o η Centauri no es una estrella con envoltura —que son aquellas cuyo disco aparece de perfil—, por lo que su velocidad de rotación es mayor que la velocidad proyectada.
Las estimaciones de la temperatura de Fum al Samakah van desde 13.500 a 15.500 K. Su luminosidad, incluyendo la radiación ultravioleta emitida, es 750 veces mayor que la del Sol, con un radio 4,7 veces mayor que el radio solar. Su edad se estima en 60 millones de años, poco más de la mitad de su estancia dentro de la secuencia principal.